# Стаматиу, Стаматис
Стаматис Стаматиу (греч.  Σταμάτης Σταματίου; 1881, Навпакт — 9 июля 1946, Салоники) — греческий журналист, писатель

-сатирик, карикатурист.
Как журналист и карикатурист более всего был известен как «Стам Стам», согласно его подписи под своими работами «Σταμ. Σταμ.».
Получив известность на поле боя во Вторую Балканскую войну, будучи сторонником премьер-министра Греции Э. Венизелоса и снискав его признание, в дальнейшем, в период с 1917 по 1933 годы, был назначен и служил номархом (правителем нома) в ряде номов Македонии и Крита.

## Молодость и образование
Родился в городе Навпактос , Средняя Греция в 1881 в семье Георгия Стаматиу и Василики (в девичестве Андреопулу).
Его младший брат Харис Стаматиу (1890—1951) также стал журналистом и литератором.
Окончил «Лицей Лео́нтиоса» (Λεόντειο Λύκειο) в Афинах, после чего поступил в Афинский университет, выпускник юридического факультета
Журналистикой занялся ещё будучи студентом, печатаясь в журнале «Развитие/формирование детей» (Η Διάπλασις των Παίδων).
В дальнейшем штатный сотрудник газеты Акро́полис Власиса Гавриилидиса. Впоследствии некоторое время был её директором.

## Балканские войны
В период Балканских войн (1912-13), Стаматиу принял участие в боях будучи капралом резервистом. Прославился во Вторую Балканскую войну, когда в июле 1913 года в рукопашном бою против болгар при Стромнице вырвал знамя неприятеля из рук его знаменосца.
За проявленную отвагу ему было присвоено звание сержанта.
Ещё до того как знамя неприятеля оказалось в его руках, Стаматиу видел что оно необычное для болгарской армии красное знамя. Работая штыком и прикладом он пробился к знаменосцу и отнял у него флаг.
Флаг вызвал недоумение Стаматиу и греческих солдат и офицеров, когда они обнаружили что это знамя «Армянского легиона», который сражался на стороне болгар. На знамени было написано «Вперёд за Армению», что в свою очередь сегодня вызывает неудомение Алексии Иоанниду выраженное фразой "…. словно интересы Армении проходили «через порабощение Северной Греции Болгарией» (θαρρείς και τα συμφέροντα της Αρμενίας περνούσαν μέσα από την υποδούλωση της Βόρειας Ελλάδας στη Βουλγαρία!).
Сегодня это знамя выставлено в Историческом музее Афин
Оригинал (первый оттиск) фотографии Стаматиу с трофейным знаменем хранится в Библиотеке Геннадиоса.

## Сатирик и карикатурист
Стаматиу написал множество сатирических очерков и рассказов, которые печатались, кроме газеты «Акро́полис», во многих газетах и журналах, таких как Этнос, Букет, др.). Свои тексты он представлял (писал) на деревенском румелийском говоре, сопровождая их собственными карикатурами, и подписывал их инициалами Стам. Стам («Σταμ. Σταμ.»). Его тексты печатались под общим заголовком Истории деревни. Под этим же заголовком в 1946 году была издана книга с некоторыми его очерками и рассказами.
В 1974 году вышла в свет ещё одна книга сатиры Стаматиу под заголовком «Радостные и сатирические» (Εύθυμα και σατιρικά)
В прологе издания известный греческий писатель — сатирик Димитрис Псатас охарактеризовал Стаматиу «добродушным сатириком» («καλόκαρδος σατιρικός»).

## Номарх
Стаматиу был сторонником премьер-министра Э. Венизелоса.
Получив известность на поле боя и признание премьера, Стаматиу был назначен заместителем коменданта в городе Сидирокастрон (Восточная Македония), который был освобождён греческой армией 27 июня 1913 года, а затем города Кастория освобождённый от осман греческой армией в Первую Балканскую войну 11 ноября 1912 года.
Впоследствии в годы Первой мировой войны он примкнул к Э. Венизелосу и к его движению Национальная оборона и как верный венизелист был назначен номархом (правителем нома) Флорины в Западной Македонии, оставаясь на этом посту с 1917 по 1918 годы.
В дальнейшем он был назначен номархом Пеллы (1918—1920), Центральная Македония и оставался на этом посту до ноября 1920 года, когда венизелисты на парламентских выборах потерпели поражение и уступили власть монархистам.
Хотя монархисты пришли к власти с пацифисткими лозунгами, они продолжили войну в Малой Азии в условиях конфронтации с союзниками по Антанте и как следствие политического и финансового тупика их правление завершилось не только военным поражением, но и искоренением коренного греческого населения Ионии и Понта.
Стаматиу вновь вернулся на пост номарха Пеллы (1922—1924), где в этот период был главным образом занят размещением десятков тысяч беженцев Малоазийской катастрофы.
В 1924 году он был назначен номархом Драмы в Восточной Македонии, оставаясь на этом посту до 1925 года включительно.
Последовал перерыв в его административно-политической деятельности, что соответствует перерыву в правлении Э. Венизелоса страной (1924—1928).

### Святая Параскева
Лишившись административных должностей и уйдя с политической арены Стаматиу вновь уделил внимание журналистской и писательской деятельности, но кроме привычной для него сатиры, неожиданно для всех «открыл» для греческого читателя малоизвестный прибрежный городок Агиа Параскеви в «незабываемых Отечествах».
В 1926 году, пребывая на острове Хиос, Стаматиу наблюдал за прибрежными рыбаками, которые с песней тянули сети. Лишь один не пел. На вопрос Стаматиу, молчаливый рыбак, который оказался беженцем из Ионии, ответил что он не может петь на виду оставленной там, напротив, Родины указывая на конкретную точку под горой на малоазийском берегу.
Беженец продолжил что к тому же у них более нет песен, раз они утеряли свою икону.
Со слов беженца Стаматиу развил свою повесть, начиная повествование с XVIII века, когда местные (греческие) жители Эритрейского полуострова нашли старинную икону в разрушенном греческом селе. Их инициатива построить церквушку в честь Св. Параскевы и разместить там икону была пресечена местным турецким помещиком.
Они ограничились тем что разместили икону в полости ствола векового дерева, которое сделали местом своего поклонения.
Ситуация изменилась кардинально, когда заболела единственная дочь помещика и приглашённые с Хиоса и Смирны врачи безуспешно пытались спасти её.
Отчаявшийся отец согласился на предложение принести икону Св Параскевы.
Исцеление дочери потрясло помещика и хотя он не стал христианином, во всяком случае явно (τουλάχιστον φανερά), он разрешил православным христианам построить церковь в честь Св Параскевы куда и была помещена её икона.
Образовавшеся вокруг церкви село впоследствии, малый городок (κωμόπολη), получил своё имя по имени церкви — Св. Параскева (турки именовали его Кёсте/ Köste).
Все жители городка Св. Параскева были моряками.
На примере Св. Параскевы Стаматиу описывает перепетии малоазийского эллинизма в XIX—XX веках, бегство, всегда с иконой, на Хиос (1821) и Псара (1822), где параскевиоты пережили Хиосскую резню (1822) и резню на Псара (1824), возвращение к родным очагам к концу кровавого десятилетия, восстановление городка и церкви.
Повторное бегство, опять же с иконой, на Хиос в преддверии Первой мировой войны, возвращение и последнее оставление родного городка в 1922 году, в результате Малоазийской катастрофы.
Стаматис отметил что последние события были стремительными и насилие более жестоким/экстремальным (και η βία πιο ακραία), но наряду с гибелью гражданского населения, была утеряна и икона Св. Параскевы. Городок был сожжён.
Стаматиу (беженец) завершает своё повествование фразой «Вот почему я не пою».

## Последние годы
С возвращением Венизелоса на пост премьер-министра (1928) Стаматиу вновь был назначен номархом округа Ретимнон на острове Крит и оставался на этом посту с 1929 по 1933 год.
Стаматиу женился в 1922 году в городе Эдесса, Центральная Македония, на местной местной македонянке Теано́ До́ду. В силу этого, последние годы своей жизни Стаматиу прожил в городе своей супруги
В период греко-итальянской войны (1940—1941) Стаматиу, в качестве военного корреспондента, последовал за наступающей греческой армией до албанского города Поградец, куда греческая армия вступила в ноябре 1940 года, то есть месяц спустя после итальянского вторжения в Грецию.
Продолжающиеся греческие победы и неудавшееся попытка итальянского контрнаступления в марте 1941 года вынудили нацистскую Германию прийти на спасение своего союзника.
Последовала тройная, германо-итало-болгарская оккупация Греции.
Здоровье Стаматиу, подорванное военными условиями греко-албанского высокогорья в зиму 1940-41 годов, продолжало ухудшаться в последовавшие годы оккупации.
Он дожил до освобождения Греции в октябре 1944 года, но умер в македонской столице, городе Фессалоники, в возрасте 65 лет, 9 июля 1946 года.

## Признание и награды
Стаматиу был награждён Серебренным крестом Ордена Спасителя, а также, в 1918 году, французским Орденом Почётного Легиона.
«Гетерия навпактийских исследований» почтила Стаматиса Стаматиу и его брата Хариса Стаматиу на филологическом съезде в 1999 году.